# Diari de Terrassa
De Diari de Terrassa is een Catalaanstalige regionale krant afkomstig uit en gericht op de stad Terrassa en de omliggende regio Vallès Occidental. De krant is in zijn huidige vorm opgericht in 1977 onder de naam Diario de Tarrasa en in 1997 is die naam gecatalaniseerd. De krant werd echter nog in het Spaans geschreven, met bepaalde advertenties en opiniestukken in het Catalaans.
In 2019 werd beslist om de krant voortaan volledig in het Catalaans te schrijven. 

## Geschiedenis
In 1939 werd in Terrassa door de Falange Española de krant Tarrasa opgericht met als doel het informeren van de bevolking over de lopende zaken in de comarca. In 1953 veranderde de krant van naam en werd het Tarrasa Información. In 1977 werd de krant uiteindelijk geprivatiseerd en nam het de naam Diario de Terrassa aan. 

## Actualiteit
Sinds 1997 wordt de huidige (Catalaanse) naam gebruikt, echter werd de krant nog altijd in het Spaans geschreven, in tegenstelling tot veel andere regionale kranten in Catalonië. Dit heeft als voornaamste oorzaak dat er in Terrassa en de comarca Vallès Occidental relatief veel Catalanen van Andalusische afkomst wonen, evenals veel Spaanstalige immigranten uit Marokko en Latijns-Amerika. Hierdoor is het Catalaans minder prominent aanwezig dan in veel andere delen van de regio.
In 2019 heeft de krant beslist om volledig over te gaan op het Catalaans, naar eigen zeggen om 'de huidige tendens in de regio te volgen', waarschijnlijk doelend op de groeiende invloed van de taal in de regio.
De krant publiceert vijf edities per week, van dinsdag tot en met zaterdag. 